# Zaláta
Zaláta (kroatisch Zalat) ist eine ungarische Gemeinde im Kreis Sellye im Komitat Baranya.

## Geografische Lage
Zaláta liegt sieben Kilometer südlich der Stadt Sellye und zwei Kilometer nördlich des Flusses Drau, der die Grenze zu Kroatien bildet.  Nachbargemeinden sind Drávasztára, Kemse und Piskó.

## Söhne und Töchter der Gemeinde
- Sándor Nagy (1916–1994), Pädagoge und Hochschullehrer

## Sehenswürdigkeiten
- Getreidespeicher im Fachwerkstil (Favázas gabonatároló)
- Reformierte Kirche, erbaut 1834–1839
- Römisch-katholische Kapelle Szent István
- Weltkriegsdenkmal

## Verkehr
In Zaláta treffen die Landstraßen Nr. 5821 und Nr. 5823 aufeinander. Der nächstgelegene Bahnhof befindet sich in Sellye.

## Bilder

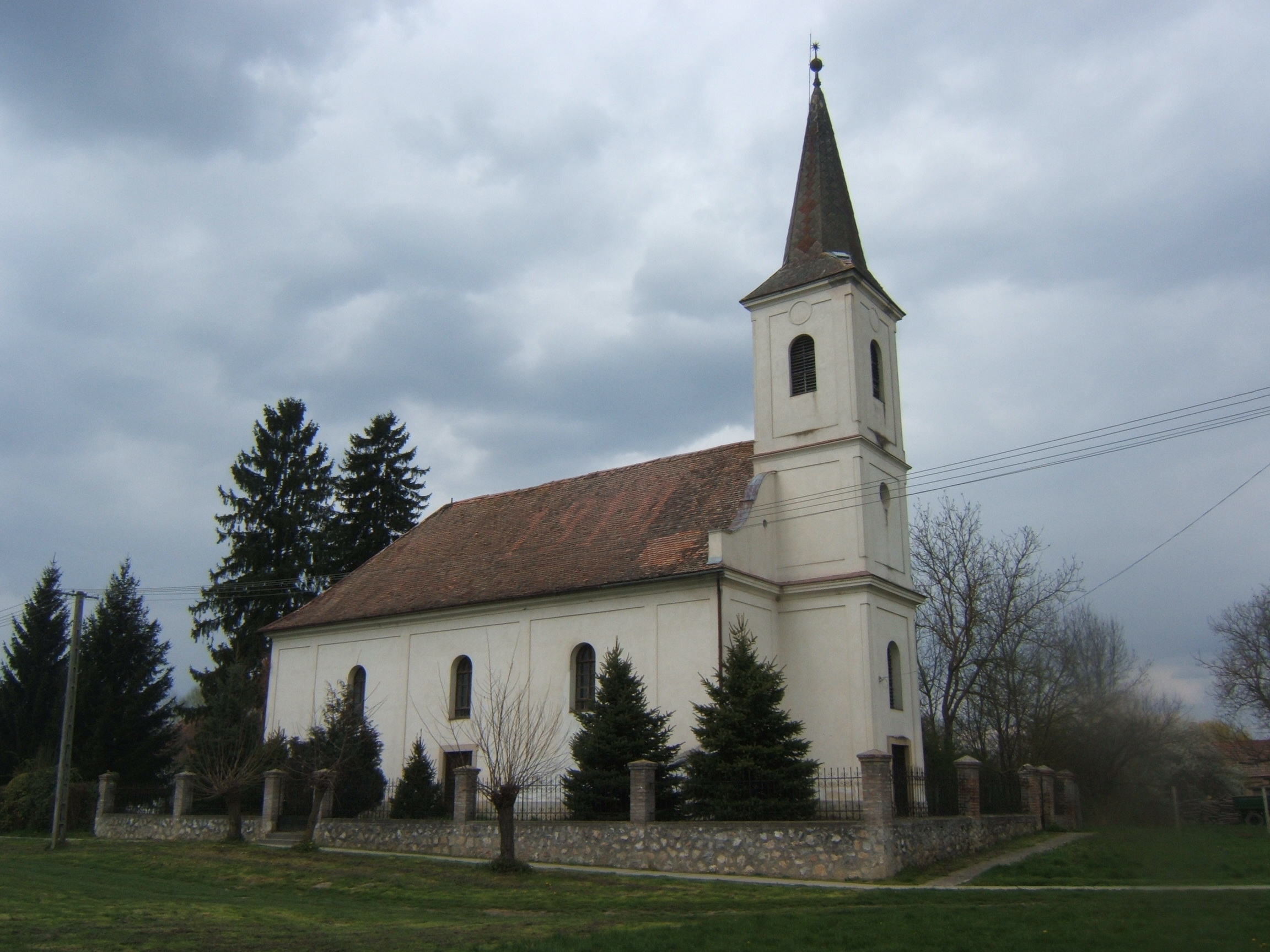
Reformierte Kirche
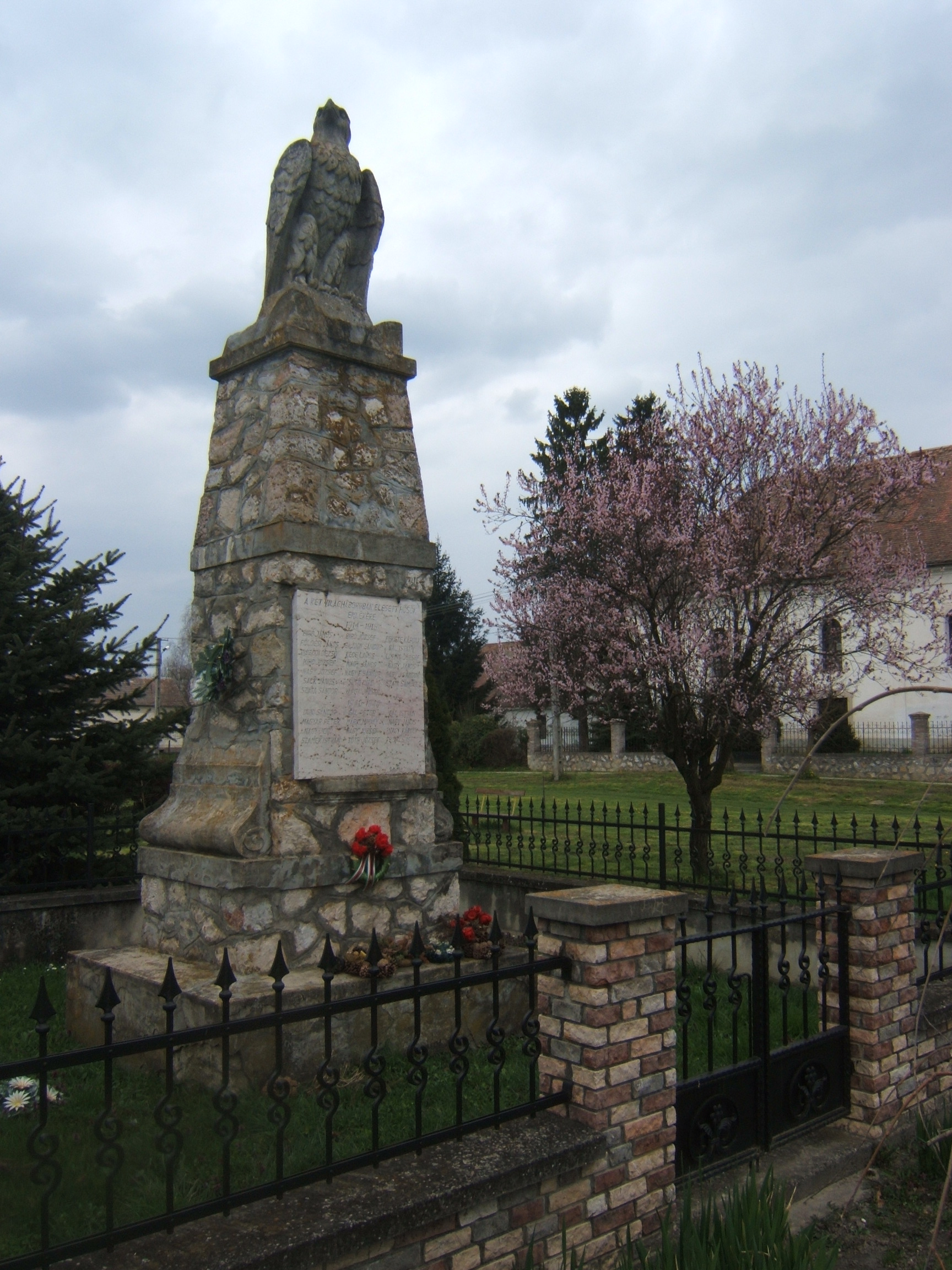
Weltkriegsdenkmal
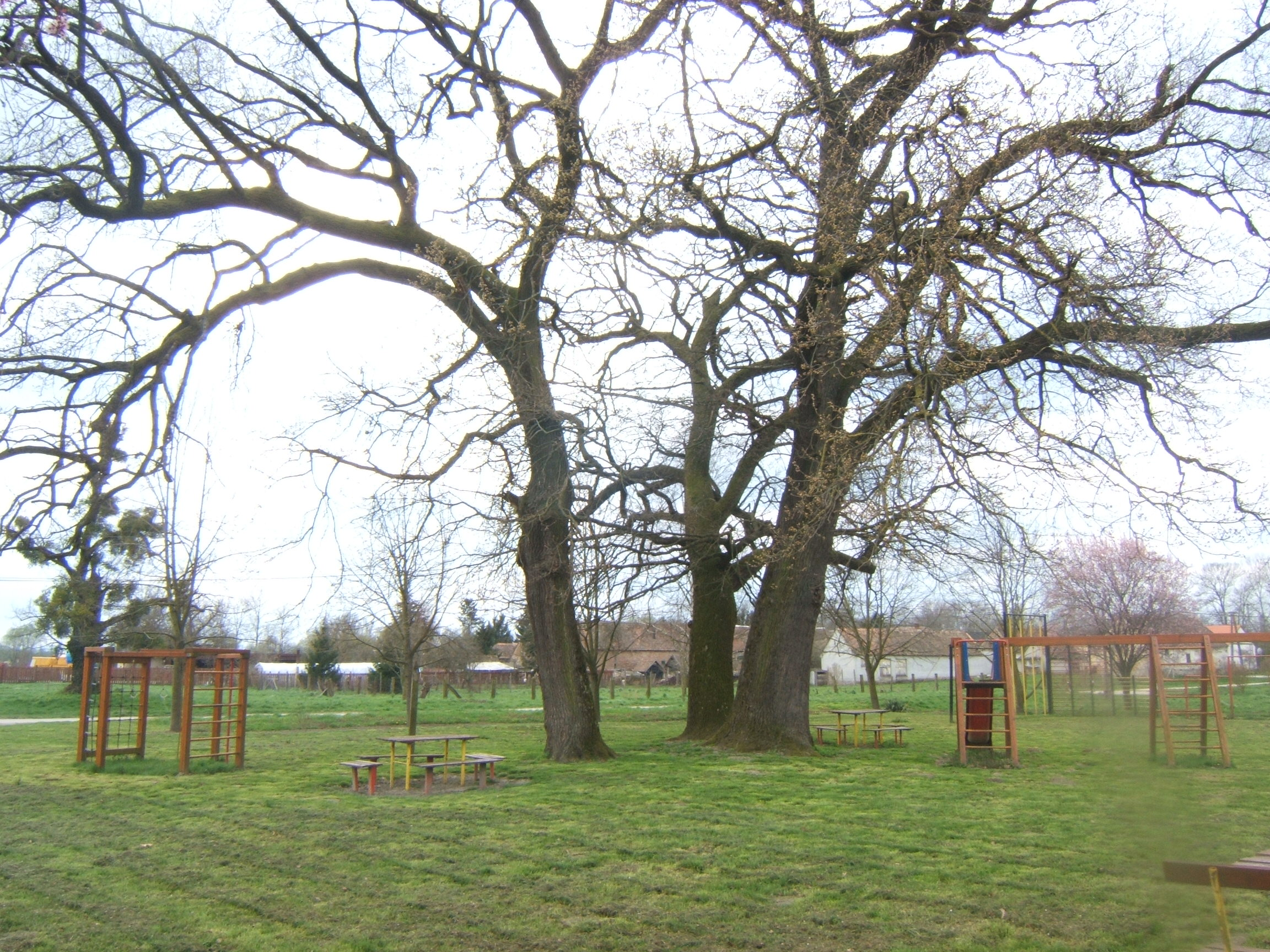
Erzsébet-Bäume